# لی نا (شیرجه‌رو)
لی نا (انگلیسی: Li Na؛ زادهٔ ۱ مهٔ ۱۹۸۴) شیرجه‌رو اهل چین است. از افتخارات وی میتوان به کسب مدال طلا و نقره در بازی‌های المپیک تابستانی ۲۰۰۰ اشاره کرد.